# Stoned Jesus
Stoned Jesus je ukrajinski stoner metal bend, koji je 2009. godine osnovao Igor Sydorenko u Kijevu, Ukrajina. Trenutni sastav benda čine vokal i gitarista Igor Sydorenko, pozadinski vokal i basista Sergii Sliusar - Sid i bubnjar Dmytro Zinchenk. Bend je prepoznatljiv po karakterističnom stoner metal zvuku, sa primesama doom metala.

## Istorija
Prvu postavu benda, uz Igora, činili su bubnjar Nick Cobold i basista Alexander EphirZ Alex i prvi demo su objavili početkom 2009. godine, kada je Igor (Krobak, Funeral of the Sun, Voida, Arlekin, MC Prozniker) odlučio da se oproba u muzici tvrđeg zvuka. 
Krajem leta iste godine, objavili su drugi demo, Occult / Black Woods, stoner-doom zvuka, inspirisan bendovima Black Sabbath, Sleep i Electric Wizard. 2010. godine su objavili prvi album, First Communion, koji je naišao na pozitivne reakcije publike. U novembru 2010. godine, Nick i Alex su napustili bend, a pridružili su se bubnjar Viktor Kondratov Vadim i Sergii Sliusar. Igor je tada već radio EP Stormy Monday, koji je završen 2011. godine. Te godine su imali prvu turneju po Evropi nazvanu Horny Monday. Drugi album, pod nazivom Seven Thunders Roar, objavili su 2012. godine i privukli su pažnju publike, naročito pesmom I'm the Mountain, koja je ujedno i njihova najslušanija pesma. Potom su 2013. objavili EP Electric Mistress i 2015. album pod nazivom The Harvest. Vadim napušta bend 2016. godine, a pridružuje im se Dmytro Zinchenk. Četvrti album, Pilgrims, objavili su 2018. godine.

## Diskografija

### Studijski albumi
- (2010, Solitude Productions)

- (2012, Moon Records)

- (2015, Moon Records)

- (2018, Napalm Records)

### Demo
- (2009)
- (2009)

### 
- (2011)
- (2013)

- (2013, .aorte), sa

### Kompilacije
- (2013)
- (2019)[4]